# Neukölln (métro de Berlin)
Neukölln est une station de la ligne 7 du métro de Berlin. Elle est située, sous l'intersection des rues Karl-Marx et de la Saale, dans le quartier de Neukölln et l'arrondissement de Neukölln, à Berlin en Allemagne.

## Situation sur le réseau

Plan du métro.

La station Neukölln de la ligne 7 du métro de Berlin, est située entre la station Karl-Marx-Straße, en direction du terminus Rathaus Spandau, et la station Grenzallee, en direction du terminus Rudow.
Elle dispose d'un quai central encadré par les deux voies de la ligne.

## Histoire
La station Neukölln est construite selon les plans de l'architecte suédois Alfred Grenander et mise en service le 21 décembre 1930 alors sur la ligne CI. C'est un des derniers travaux de Grenander pour le métro berlinois, dans un style Nouvelle Objectivité qu'il avait eu le temps de perfectionner. Les murs sont recouverts de dalles jaunes.
En 1966, la station est intégrée à la nouvelle ligne 7.

## Services aux voyageurs

### Accès et accueil
La station comprend deux bouches mais n'est pas accessible aux personnes à mobilité réduite. Les deux voies encadrent un quai central.

### Desserte
Neukölln est desservie par les rames circulant sur la ligne 7 du métro.

Installations et desserte
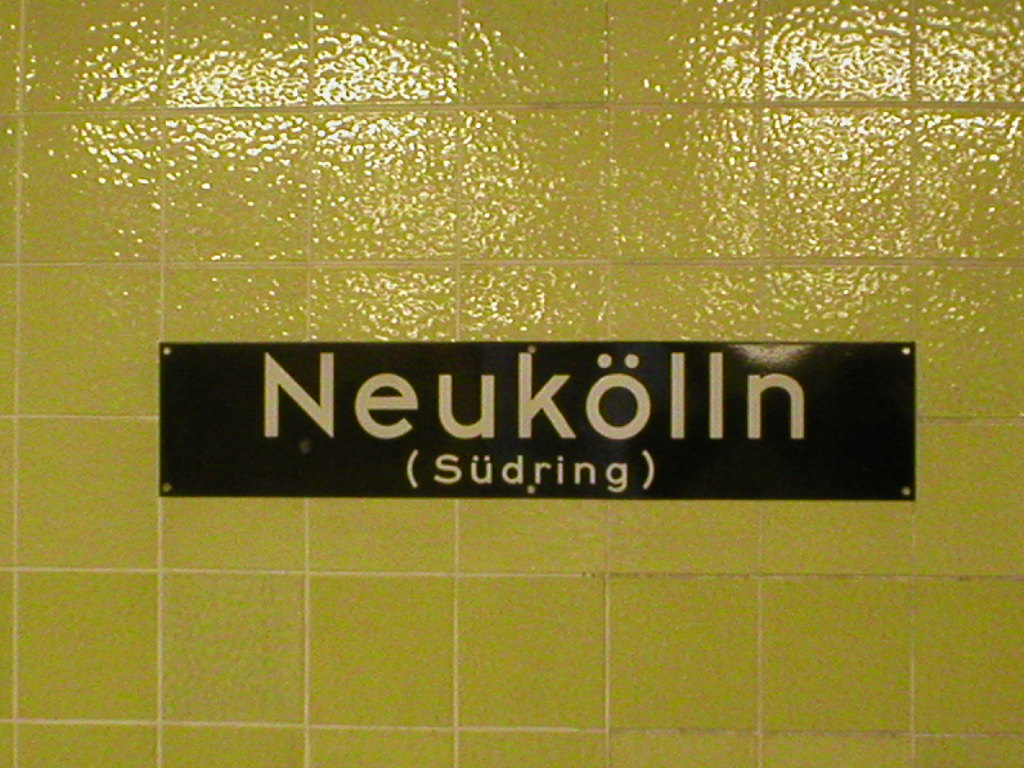
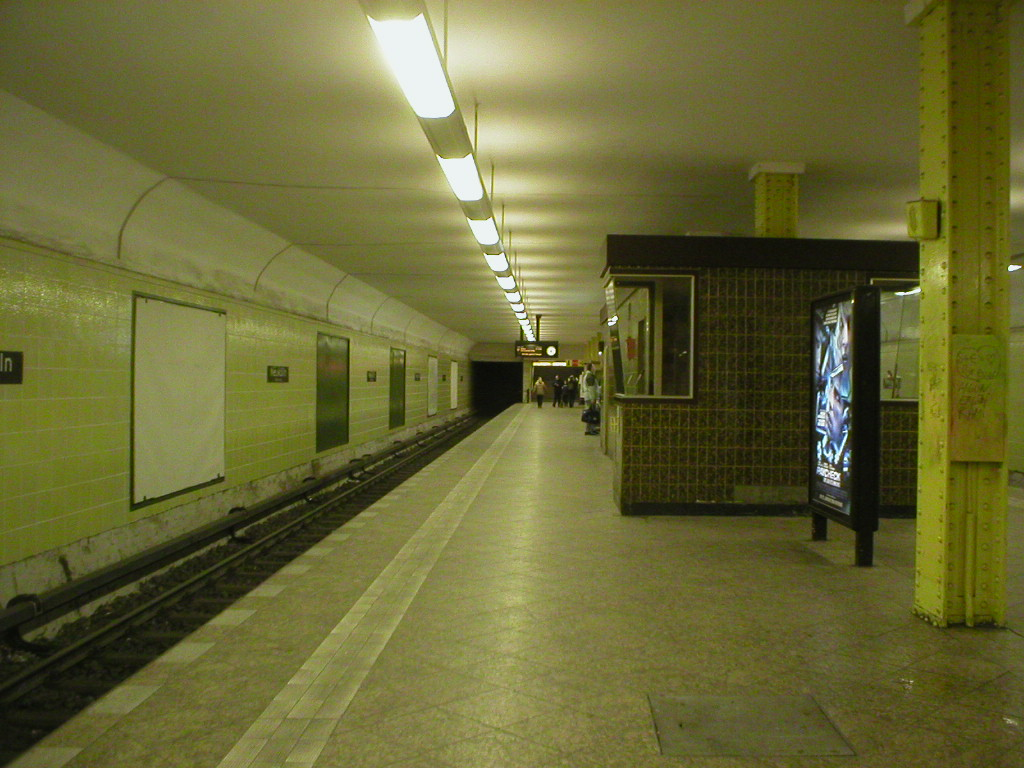
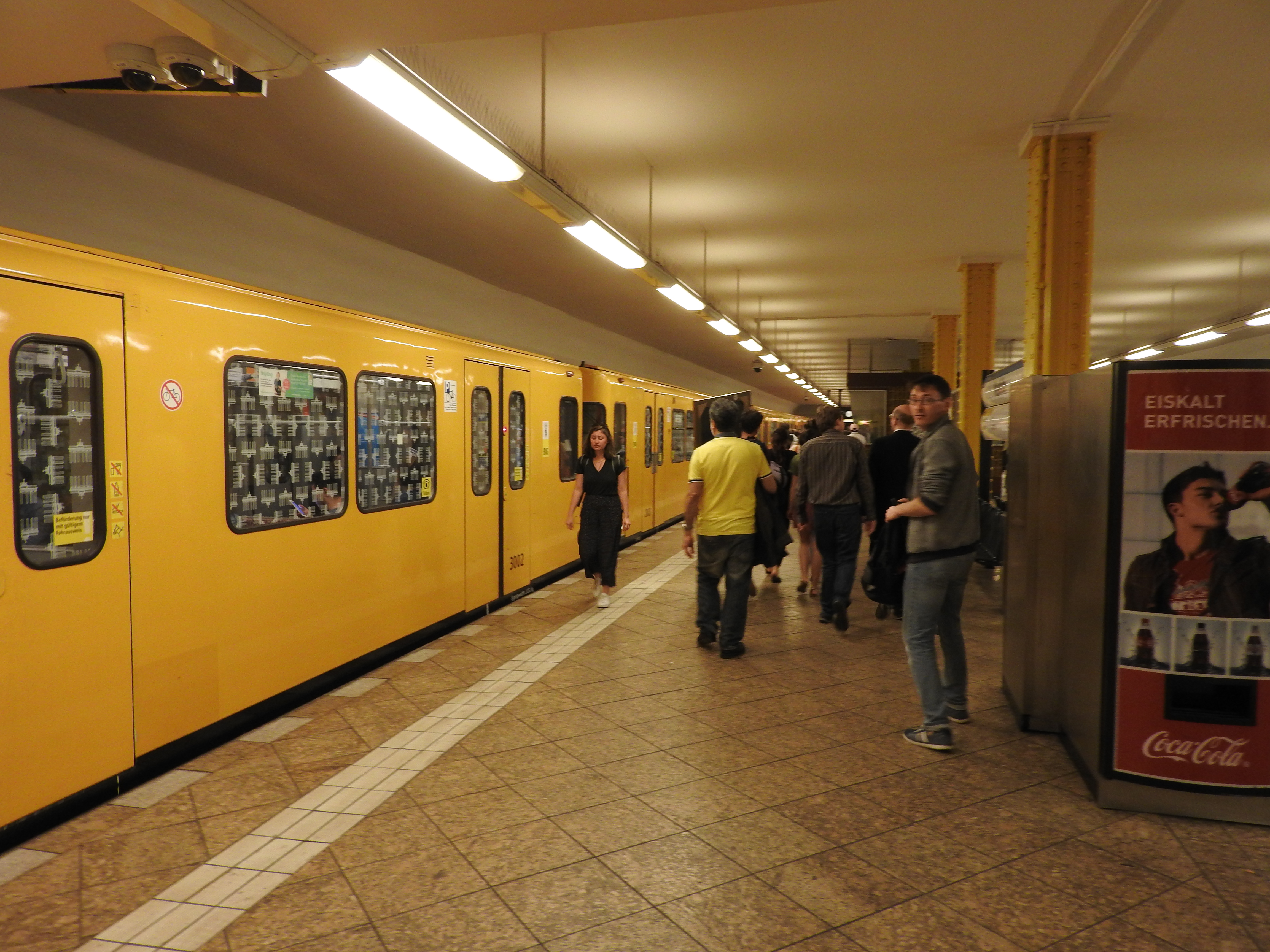

### Intermodalité
La station de métro est en correspondance avec les lignes S41, S42, S45, S46 et S47 du S-Bahn de Berlin, ainsi qu'avec les lignes d'autobus no 171, 370 et 377 de la BVG.